# 取引所

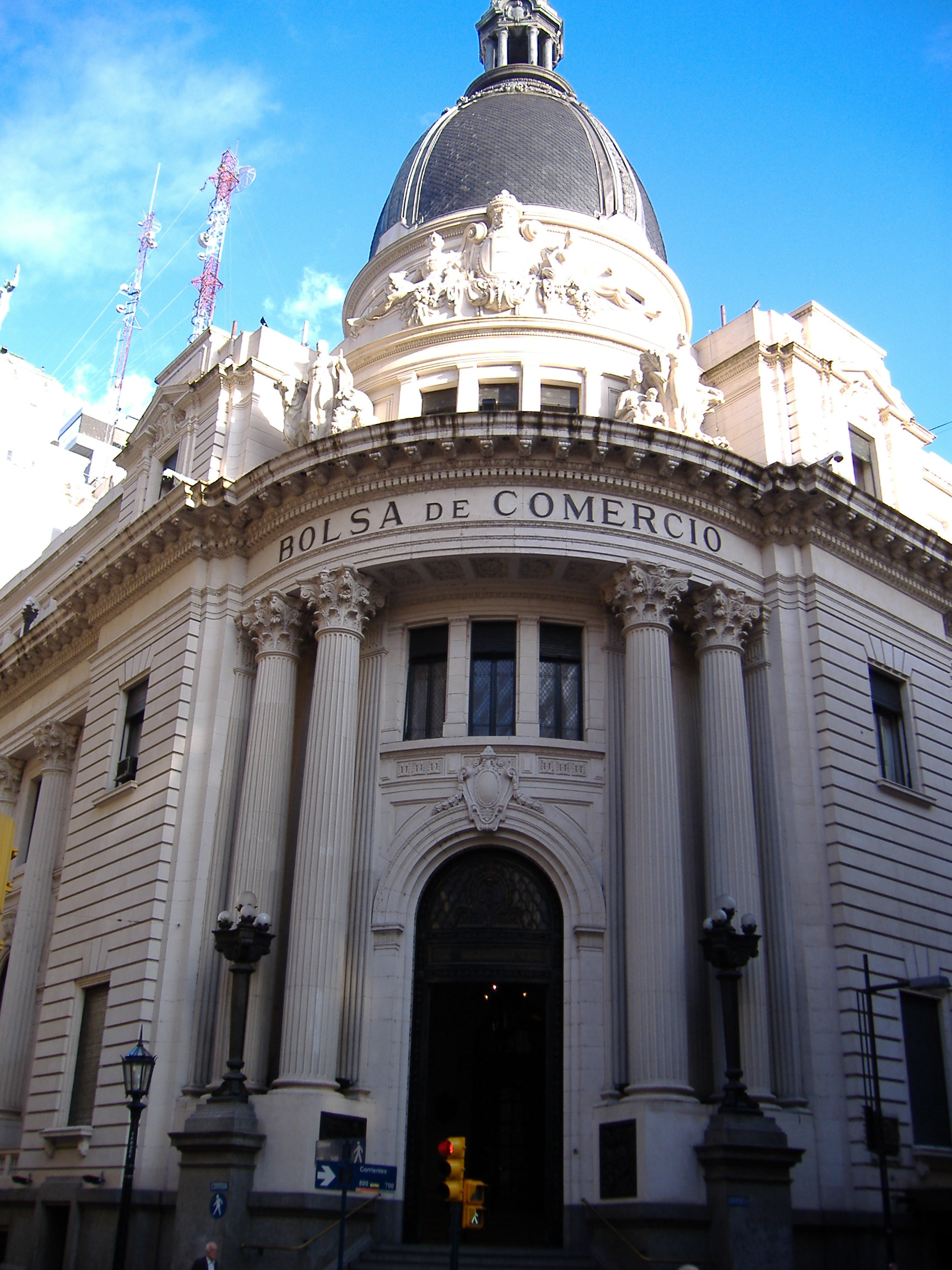
アルゼンチンのロサリオにある証券取引所

取引所（とりひきじょ）は、一般に商品や証券の需要と供給を一定の場所に集約することにより取引成立の機会を多くし、一物一価の価格形成が行われるようにする物的施設である。

## 機能
学問的には、通常、取引所とは、株式、公社債、大量に生産される米、麦などの同じ種類の商品であれば、他の物と替え得る性質である代替性商品を取引する特別の市場であると定義されている。そのため、土地100坪や美術品など代替性商品とはならない商品は、交換が不可能なため取引所への上場商品には適さない。
従来、取引所とは、会員がある決められた立会時間に証券や商品を取り引きするために設立した会員組織の法人を指していた。そして、原則として会員の自主運営に任され、日常業務に関する意思決定は理事などの取引所の役員が担当していた。また、日本における戦時中までの制度については、明治7年の株式取引条例では、取引所の組織は株式会社と規定され、最初に設立した株式取引所が株式組織取引所であった。明治20年5月、会員組織化を目的とする取引所条例が発布され、これをブルース条例といい、取引所は凡て会員組織で経営しなければいけないと定めたが、ブルース条例は、取引所側の猛烈な反対により間もなく廃止され、明治26年に会員組織でも株式組織でもよいとする取引所法が発布された。しかし、それまでの、業法及び主務省が一本化されていたが、（所管が昭和16年末に商工省から大蔵省移管）のに対して戦後の日本の取引所の再開は、業法及び主務省が分離され証券取引法及び商品取引所法（所管が証券取引法が大蔵省、商品取引所法については昭和25年2月27日の閣議決定で大蔵省から農林省と通商産業省に移管）による会員組織の法人としてスタートした。しかし1990年代後半から証券市場の国際化によって国際的な市場間競争が激化し、国際的地位の確保と競争力強化を図るため、証券取引所では株式会社化・非会員組織化を柱とする組織の改革が次々と行われた。なお政府も市場の公正性を確保するなどの目的で取引所を監督している。
会員組織であろうと株式会社であろうと、取引所の基本的機能は、取引参加者に取り引きの場所を提供することである。その他にも、取引関係などの調査、統計資料の収集、価格情報の公表、取引の規約や基準の決定などを行う。取引所は、おもに会員権や取引資格の売却収入と、取引所の経費を賄うために会員や取引参加者から徴収される会費や取引参加者負担金で運営される。
取引所の活動は世界中ほぼ同一であるため、取引所の建物の構造もたいへんよく似ている。かつてはどの取引所にも会員（場内立会人）が取引を執行するピットやフロアとよばれる立会場、取引価格や出来高を表示する目につきやすい掲示板などがあった。しかし1990年代後半からは取引所のシステム化が急速に進行し、立会場は縮小または廃止される方向に流れた。

## 歴史

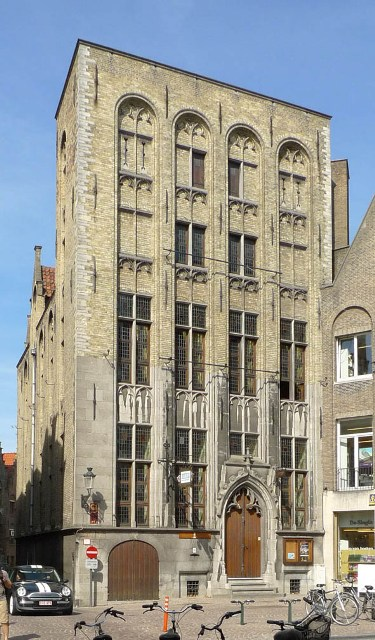
フランドルのブルセ邸（Huis ter Beurze）

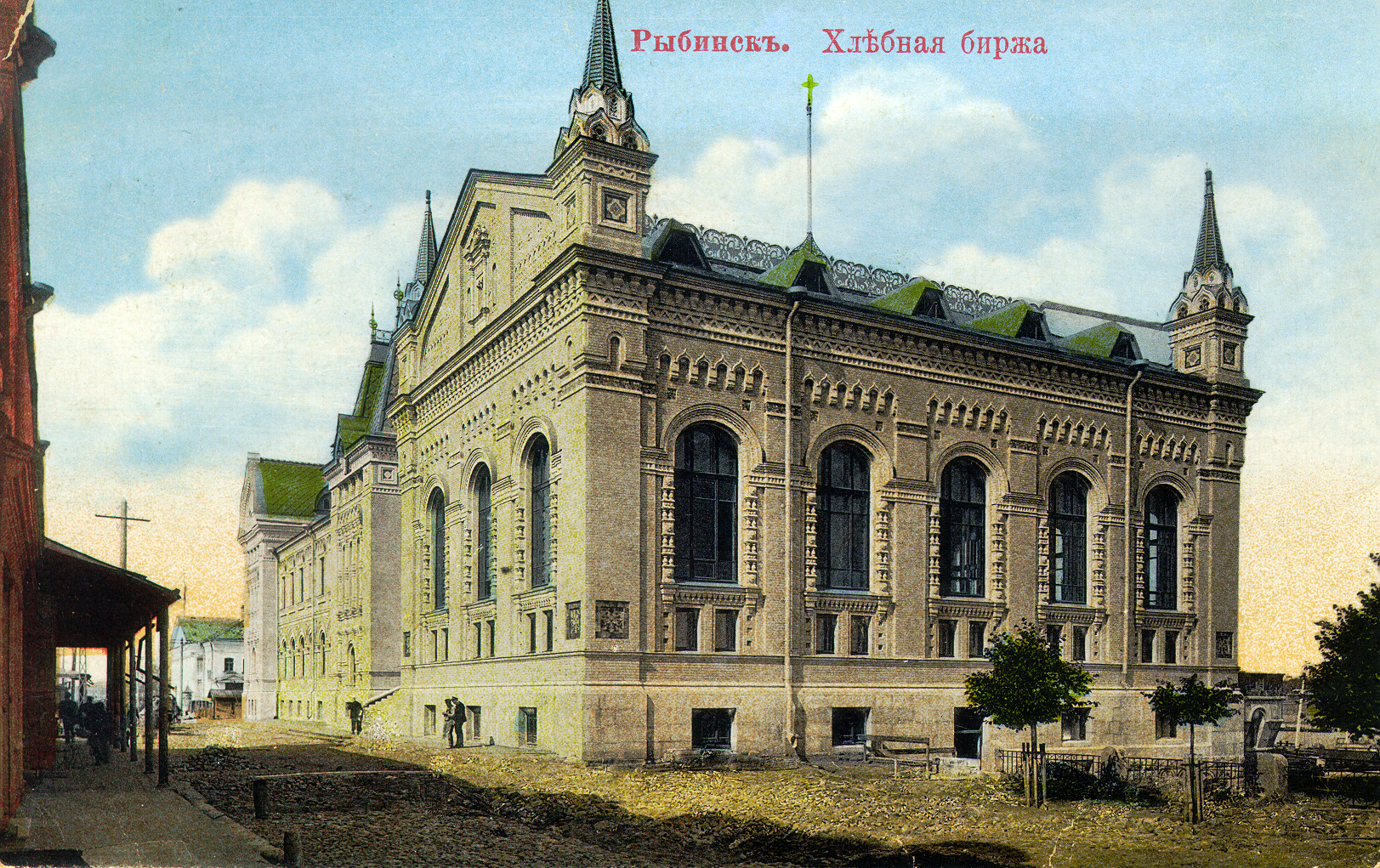
ロシアのルイビンスクにある株式取引所

商取引の中心地にある中央集会所は、古代ギリシャや古代ローマの時代から国家や都市の経済生活にとって不可欠なものであった。そこには著名な商人たちが、特定の時間に規則的に集合した。中世では、定期的に開かれた市が取引のための公の会所となった。
近代的な取引所が最初に設立されたのは、13世紀のイタリアとネーデルラントのフランドル領フランドルの商業都市であった。ブルッヘの名門ブルセ家の邸宅に多数の商人が毎日集まり、取引を行うようになった。そのためブルセが、取引所を意味するドイツ語のdie Börseやフランス語のla bourseの語源となっている。しかし、このような商人集会所は今日の取引所とは大いに趣を異にしていた。
フランドルは1384年からブルゴーニュ領ネーデルラントの一部となったが、現在のような取引所が最初に設立されたのは、それがハプスブルク領ネーデルラントとなったのちの神聖ローマ皇帝カール5世の治世の1531年であった。ブルージュの商権を継承して設立されたアントウェルペン取引所では、貨物や商品それ自体よりもその受領書、さらに、為替手形、預金証書、各種の公債などの証書が取り引きされていた。
16世紀には、このような取引所がヨーロッパの多くの商業都市に設立された。たとえば、リチャード・グレシャムは1538年にアントウェルペン取引所を手本に同様な取引所をロンドンに建設するために尽力したが、失敗した。しかし、彼の意志はその子トーマス・グレシャムにひきつがれ、1566年ロンドンに取引所を設立した。この取引所は1571年に王立取引所と改称された。
1549年にはフランスのトゥールーズに取引所が開設された。そのほか、ハンブルク、アムステルダム、パリにも開設された。
17世紀初頭には史上初めての株式会社が設立され、株券や債券が売買されるようになった。世界初の株式と債券は1602年にオランダ東インド会社がアムステルダム証券取引所で発行したものである。
アメリカでは1791年に24人の事業主がニューヨーク証券取引所の前身である協会を設立した。1848年には、アメリカ初の公的な商品取引所としてシカゴ商品取引所が設立された。
日本では1878年に東京株式取引所、大阪株式取引所が開設された。

## 種類
一般に、政府によって取引が制限されない限り、取引自由の原則に基づき市場に集まった需要と供給が一致するときに取引が成立する。取引は現物取引と先物取引及びオプション取引の3つに分けられる。現物取引は商品・証券の引き渡しを直ちに行うものである。一方、先物取引は予め定めた価格で将来の一定時点後に商品・証券の引き渡しを行うものである。商品取引においては先物取引のほうがより重要であり、多くの場合、高度に発達した投機の手段としても利用される。
ヨーロッパ各国では取引所の設立と運営に政府が深く関与しており、大部分、ひとつの取引所で証券と商品の両方が取り引きされている。他方、アメリカとイギリスでは民間団体によって取引所が設立され、証券と商品はかならず別々の取引所で取り引きされている。日本は、それまでは、一つの取引所で証券と商品の両方を取り扱う取引所も存在したが、戦後になって全ての証券と商品は別々の取引所で取り引きされているのでアメリカとイギリスに近いが、取引所の運営には諸官庁（金融庁、経済産業省）が深く関与している。

## 取引システム
| 取引所                                     | システム                                        | 公称レイテンシ | 備考                   |
| ------------------------------------------ | ----------------------------------------------- | -------------- | ---------------------- |
| 東京証券取引所                             | arrowhead2(現物オークション)                    | 500μs未満      |                        |
| 東京証券取引所                             | ToSTNeTシステム(現物立会外)                     | -              |                        |
| 東京証券取引所                             | Tdex+システム (LIFFE CONNECT。先物・オプション) | 10ms未満       | J-GATEに一本化         |
| 大阪取引所                                 | 日立「現物売買システム」                        | -              | arrowheadに一本化      |
| 大阪取引所                                 | J-Gate (Genium INET trading。デリバティブ)      | 平均100μs      |                        |
| 大阪取引所                                 | シンプレクス・テクノロジー(為替証拠金)          | 平均2ms        | 2014年休止             |
| 名古屋証券取引所                           | arrowhead2                                      | -              |                        |
| 福岡証券取引所                             | arrowhead2                                      | -              |                        |
| 札幌証券取引所                             | arrowhead2                                      | -              |                        |
| SBIジャパンネクストPTS                     | NASDAQ OMX社                                    | 100μs未満      |                        |
| カブドットコムPTS (終了)                   | ?                                               | -              |                        |
| マネックスナイター (2011年12月終了)        | ?                                               | -              | 終値での取引のみ       |
| ダイワPTS (2011年12月終了)                 | ?                                               | -              |                        |
| 松井証券即時決済取引 (PTS終了、現在は取次) | ?                                               | -              |                        |
| 日本証券代行 グリーンシートPTS (終了)      | ?                                               | -              |                        |
| 東京金融取引所                             | LIFFE CONNECT(金利先物等) 日立(為替証拠金)      | 最大3.8ms -    |                        |
| 東京商品取引所                             | NASDAQ OMX/SMARTS                               | 10ms以内       | J-GATEの共同利用に変更 |
| 東京穀物商品取引所 (解散)                  | 東京商品取引所のシステムを共用                  | -              |                        |
| 中部大阪商品取引所 (解散)                  | ?                                               | -              |                        |
| 大阪堂島商品取引所                         | インタートレード                                | -              |                        |
| 日本卸電力取引所                           | 三菱電機                                        | -              |                        |
| 日本相互証券PTS                            | BB Super Trade                                  | -              |                        |
| エンサイドットコム証券PTS                  | ?                                               | 平均2.5ms      |                        |
| セントラル短資証券PTS                      | Tri-Trade (TRADEBASE21ベース)                   | -              |                        |
| ジェイボンド東短証券PTS                    | 債券レポシステム                                | -              |                        |
| 関東ゴルフ会員権取引業協同組合             | KGKシステム                                     | -              |                        |
| 関西ゴルフ会員権取引業協同組合             | ?                                               | -              |                        |
| 九州ゴルフ会員権取引協同組合               | ?                                               | -              |                        |
| 中部ゴルフ会員権取引協同組合               | ?                                               | -              |                        |
| 中四国ゴルフ会員権取引業協同組合           | ?                                               | -              |                        |
| 北海道ゴルフ会員権取引業協同組合           | ?                                               | -              |                        |

## 関連
- 証券取引所
  - 市場内時間外取引
  - 私設取引システム
- 金融先物取引所
- 商品取引所
- 取引所地方分所
  - 取引所出張所 ー これは特別で緊急時の時に臨時の出張所を設置する。
- 会所
- 米相場